# Skärsjön (Åtvids socken, Östergötland, 644076-151621)
Skärsjön är en sjö i Åtvidabergs kommun i Östergötland och ingår i Storåns huvudavrinningsområde. Sjön har en area på 0,217 kvadratkilometer och ligger 134 meter över havet.

## Delavrinningsområde
Skärsjön ingår i det delavrinningsområde (644191-151821) som SMHI kallar för Utloppet av Antvarden. Medelhöjden är 140 meter över havet och ytan är 15,21 kvadratkilometer. Det finns inga avrinningsområden uppströms utan avrinningsområdet är högsta punkten. Sågbäcken som avvattnar avrinningsområdet har biflödesordning 2, vilket innebär att vattnet flödar genom totalt 2 vattendrag innan det når havet efter 38 kilometer. Avrinningsområdet består mestadels av skog (71 procent). Avrinningsområdet har 1,98 kvadratkilometer vattenytor vilket ger det en sjöprocent på 13 procent.